# Касел
Вижте пояснителната страница за други значения на Касел.
Касел (на немски: Kassel) е град в Централна Германия. Разположен е на река Фулда, на която има пристанище. Първите сведения за града датират от 10 век. Важен кръстопът и голям жп възел. Има много архитектурни паметници. Център за производство на локомотиви и вагони. Въгледобивна, текстилна, химическа и военна промишленост. В град Касел са учили прочутите писатели на приказки, а именно Братя Грим. Жителите на Касел са много горди от този факт, поради което в Касел са намира музея на двамата приказни братя.
Площта на Касел е 106,78 км², населението към 31 декември 2010 г. – 195 530 жители, а гъстотата на населението – 1831 д/км². Той е третият по брой на населението град в провинция Хесен.

## Известни личности
Родени в Касел
- Анна фон Хесен (1529 – 1591), принцеса
- Ерпо фон Боденхаузен (1897 – 1945), офицер
- Ернст-Волфганг Бьокенфьорде (1930 - 2019), юрист
- Вилхелм I (1648 – 1725), ландграф
- Вилхелм I (1743 – 1821), курфюрст
- Вилхелм IV (1532 – 1592), ландграф
- Вилхелм V (1602 – 1637), ландграф
- Вилхелм VI (1629 – 1663), ландграф
- Вилхелм VII (1651 – 1670), ландграф
- Георг I (1547 – 1596), ландграф
- Елизабет фон Хесен (1539 – 1582), принцеса
- Елизабет Хенриета фон Хесен-Касел (1661 – 1683), принцеса
- Ернст I (1623 – 1693), ландграф
- Карл (1654 – 1730), ландграф
- Лудвиг IV (1537 – 1604), ландграф
- Мориц (1572 – 1632), ландграф
- Конрад Мьонх (1744 – 1805), ботаник
- Адолф Фик (1829 – 1901), физиолог
- Филип (1655 – 1721), ландграф
- Фридрих (1617 – 1655), ландграф
- Фридрих II (1720 – 1785), ландграф
- Херман IV (1607 – 1658), ландграф
- Филип Шайдеман (1865 – 1939), политик

Починали в Касел
- Аделхайд фон Брауншвайг-Гьотинген (1290 – 1311), принцеса
- Йост Бюрги (1552 – 1632), математик и астроном
- Вилхелм I (1743 – 1821), курфюрст
- Вилхелм IV (1532 – 1592), ландграф
- Йохан (?-1311), ландграф
- Рудолф Карачиола (1901 – 1959), автомобилен състезател
- Карл (1654 – 1730), ландграф
- Кристина Саксонска (1505 – 1549), ландграфиня
- Ото I (1272 – 1328), ландграф
- Герхард Физелер (1896 – 1987), авиатор
- Филип I (1504 – 1567), ландграф
- Фридрих II (1720 – 1785), ландграф
- Максимилиан фон Хесен-Касел (1689 – 1753), офицер
- Хенрик Шеринг (1918 – 1988), полско-мексикански цигулар
- Луи Шпор (1784 – 1859), цигулар